# Học viện Andrzej Frycz Modrzewski Krakow
Học viện Andrzej Frycz Modrzewski Krakow (tiếng Ba Lan: Krakowska Akademia im. Andrzeja Frycza Modrzewskiego) là một trường đại học ngoài công lập lớn nhất ở tỉnh Małopolska và lớn thứ hai ở Ba Lan về số lượng sinh viên. Học viện hiện có tổng cộng 26 chương trình đào tạo bao gồm Đại học, Thạc sĩ, Tiến sĩ, Thực tập sinh, và trao đổi sinh viên Quốc tế.

## Lịch sử
Học viện Andrzej Frycz Modrzewski Krakow bắt đầu hoạt động với tên là Krakowska Szkoła Wyższa im. Andrzej Frycz Modrzewski trên cơ sở Quyết định của Bộ trưởng Bộ Giáo dục Quốc gia ngày 27 tháng 1 năm 2000 (ghi vào sổ đăng ký các trường dạy nghề ngoài quốc doanh theo số 36).
Các cấu trúc hành chính cơ bản được thiết lập vào mùa xuân năm 2000. Vào thời điểm đó, việc tuyển dụng sinh viên cho năm đầu tiên của nghiên cứu bắt đầu. Vào ngày 1 tháng 10 năm 2000, trường đại học bắt đầu giảng dạy như một phần của nghiên cứu toàn thời gian và bán thời gian trong 7 chuyên ngành: ngoại thương, nghiên cứu văn hóa Mỹ, hội nhập châu Âu, hành chính công, quản lý, tiếp thị và nghiên cứu gia đình.
Theo quyết định của Bộ trưởng Bộ Giáo dục và Thể thao Quốc gia ngày 8 tháng 7 năm 2002, Krakowska Szkoła Wyższa im. Andrzej Frycz Modrzewski đã được nhập vào sổ đăng ký của các trường đại học ngoài quốc doanh theo số 141.
Vào ngày 17 tháng 12 năm 2007, Ủy ban Trung ương về Bằng cấp và Danh hiệu, sau khi tham khảo ý kiến của Hội đồng Giáo dục Đại học, đã quyết định trao quyền cho Khoa Quan hệ Quốc tế cho Trường được phép đào tạo vàc cấp bằng đại học về các ngành chính trị, và vào ngày 27 tháng 10 năm 2008, Khoa Luật và Quản trị, có quyền đào tạo và trao bằng các ngành luật.
Trường đại học đã nộp đơn cho Bộ Khoa học và Giáo dục Đại học để đổi tên thành: Krakowska Akademia im. Andrzej Frycz Modrzewski. Sự cho phép thay đổi tên của trường đại học đã đạt được vào ngày 27 tháng 2 năm 2009.

## Các khoa và chuyên ngành đào tạo hiện nay
Học viện cung cấp khả năng tiếp nhận các nghiên cứu toàn thời gian và bán thời gian cho Đại học, Thạc sĩ, Tiến sĩ và trao đổi trong hai mươi sáu lĩnh vực, được thực hiện trong sáu khoa.
- Khoa Y (chuyên ngành Y học)
- Khoa Kiến trúc và Mỹ thuật 
  - Kiến trúc và quy hoạch đô thị
  - Thiết kế nội thất
  - Hội họa
- Khoa Khoa học An toàn
  - An ninh quốc gia
  - An ninh nội bộ
- Khoa Luật, Hành chính và Quan hệ Quốc tế
  - Quản trị
  - Khoa học chính trị
  - Luật
  - Quan hệ quốc tế
  - Du lịch và Giải trí
- Khoa Tâm lý học và Nhân văn
  - Triết học: Nghiên cứu tiếng Anh
  - Văn hóa
  - Nghiên cứu gia đình
  - Giáo dục
  - Tâm lý học
  - Xã hội học
- Khoa Quản lý và Truyền thông Xã hội
  - Báo chí và truyền thông xã hội
  - Tài chính và Kế toán
  - Kinh tế không gian
  - Tin học và Kinh tế lượng
  - Tổ chức sản xuất phim và truyền hình
  - Quản lí
- Khoa Khoa học Y tế và Sức khỏe
  - Vật lý trị liệu
  - thẩm mỹ
  - Điều dưỡng
  - Dịch vụ y tế khẩn cấp
- Chi nhánh tại Tychy
  - Quản trị
  - An ninh nội bộ
  - Ngôn ngữ Anh
  - Giáo dục
  - Quản lí

## Quản lí
- Hiệu trưởng: Giáo sư, Tiến sĩ Klemens Budzowski
- Phó hiệu trưởng: Giáo sư, Tiến sĩ Jerzy Malec
- Phó hiệu trưởng: Tiến sĩ Marcin Pieniążek